# ザ・ガマン
『ザ・ガマン』（The Gaman）は、1982年頃から1980年代半ばに掛けて放映されたフジテレビのバラエティ番組。

## 概要
主に『火曜ワイドスペシャル』の番組枠で放送された。『火曜ワイドスペシャル』で放送時はキネマ東京、復活版はスタープロジェクトと、それぞれ共同制作であった。スタジオの司会はメインが土居まさる、サブが松岡きっこであった。
毎回「東京六大学の学生」の青年男子が“各大学代表”として数十名ほど参加し、国内または海外に設けられたチェックポイントで数々の試練と度胸試しと我慢を繰り広げ、精神と肉体両面で疲弊を重ねた結果で下位の者から脱落し、最終的に最も忍耐強い者を決定する。
予選は日本国内で行われ、本選は東南アジア、ヨーロッパ、アメリカと各回ごとに異なるコースで1回戦ごとに異なる都市で催された。
番組開始当初は六大学の対抗であったが、のちに個人戦に変更されるなど変化があった。派生番組の企画で「女子大生限定」の『ザ・ギャルズ・ガマン大会』も制作された。
チェックポイントの試練はどれも下品かつ過激な内容で『低俗番組』と揶揄されたが人気は高く、シリーズ化されて年2 - 3回のペースで放映された。次第に番組内容がエスカレートして「試練」の内容も過激化し、1984年2月に箱根小涌園で『ザ・ギャルズ・ガマン大会』を撮影中に参加者が熱傷を負う事故が発生するなど、アクシデントや事故が多発して1986年頃に事実上の打ち切り終了となった。
1995年に一度復活し、1997年12月30日に当時の担当プロデューサーがフジテレビを退社することを機に再び復活した。この時のスタジオの総合司会は土居ではなく、過去作品では現場リポーター役であった三笑亭夢之助が担当した。

## 試練の基本パターン
行われる試練はいくつかの基本パターンに、チェックポイントの場所にちなんだ独自色をプラスして作られていた。無理矢理こじつけられた内容も多く、身体に苦痛を伴う試練とともに、度胸試しな試練も数多く企画された。
- ゲテモノ食い（飲み）
  - 事前に定めた量の食事（ゲテモノ）を早く食す。
  - 事前に定めた時間内に、ゲテモノ食いで体重を増やす。
  - 青汁・タバスコなどを休まず一息に飲む。ワサビが鼻に乗せられることもある。
- 灼熱地獄
  - 炎天下、燃え盛る焚き火の近くで毛布に包まれ、ひたすら暑さに耐える。
  - 全身にガソリン（実際は水）をかけ、いくつもの燃え盛る火の輪の中をくぐる。
- 尻叩き
  - 尻に強度のアルコールを吹きかけつつ、尻を叩く。
  - 縦に吊られたコンクリートなどの円柱につかまり、それを一定の高さまで引き上げたのちに地面へ落下させて尻を打つ。落下地点に尖った石を集めたりもする。
  - 粗い芝生や草むらで体育座りしたまま、ゾウなどの動物に引かれて尻を引きずる。
- 動物・昆虫
  - 人の顔程度のアクリル円筒の一方に、額に肉片を取り付けた出場者の顔を密着させ、反対側からワニ・イグアナなどのは虫類を入れて挑戦者に接近させる。
  - 身体に餌を大量に付着して身動きができない状態の出場者に向けて、ニワトリ・ヤギなどの動物を多数放つ。
  - 逆さ吊りにした状態で体の周りを大きな袋で包み、その中にゴキブリなどを入れる。
- 水責め
  - 人間水車に貼り付ける。
- 放尿我慢
  - 冷たい水などを大量に飲ませて放尿を我慢させる。
- 断食・断水（決勝）
  - 決勝戦まで残った数名が、灼熱下などの苛酷な環境で1人を残して全員ギブアップするまで断食・断水を続けるという内容。放送開始当初は断食だけだったが、より苛酷さを増すためシリーズ途中からは加えて断水も行うようになった。その試練の極限の内容と収録が数日に及び昼夜ぶっ通しで行われる状況から、そこまでの下品で馬鹿馬鹿しい内容から一変、笑いを通り越して悲壮感漂う映像となる。
  - 途中、リポーターが出場者の目の前でうまそうに飲食をする悪魔の様な誘惑を行い、これを目の当たりにして参加者が苦しむのが定番の演出となっており、この誘惑に負け脱落する者が多かった。
  - 灼熱時には特設プール、極寒時には特設風呂を作り、水着美女が「一緒に入ろうよ〜」と誘惑した時もあり、この誘惑に負け脱落した者もいる。

## 主な司会者

### スタジオ司会
- 土居まさる…スタジオ司会
- 松岡きっこ…サブ司会

### コーナー司会
- 初代三笑亭夢丸
- ぼんちおさむ
- 小野ヤスシ
- 佐々木つとむ
- 轟二郎
- 夏木ゆたか
- 三笑亭夢之助…常に決勝戦に登場し、精神的に弱っていそうな挑戦者に、闘いをやめるよう説得する。復活版ではスタジオ司会。
- 水道橋博士（1997年）
- 上田晋也（1997年）

### ナレーション
- 高山栄…第1回
- 志生野温夫…第2回以降
- 木村匡也…復活版

## 制作協力
- キネマ東京
- スタープロジェクト（復刻版）

## 出場大学生募集＆統括
- ヘッド・リサーチャー…松林順子（復刻版）

## 世界各国における放送
オーストラリア人のテレビ評論家en:Clive James（クライブ・ジェームズ）が世界の珍しいテレビ番組を紹介する英国の番組"Clive James on Television"でこの番組を紹介して話題になり、我慢や忍耐力を意味する"Endurance"の名で世界的に知られる様になった。ジェームズは番組の可笑しさを誇張するため、本来の内容である「大学生の我慢大会」と説明を一切入れず、過激なシーンだけを紹介したため、日本のテレビ番組を笑いものにすることに対して、日本人からジェームズが批判されたこともあった。その後、ジェームズが発表した小説"Brrm! Brrm!"でも、日本人の主人公「アキラ・スズキ」が「エンヂューランス」という言葉でイギリス人にからかわれる場面がある。
出場者がコウモリの格好をして逆さづりされるなど、本番組をパロディー化したCMが放送されるなど、欧米では有名な日本のテレビ番組の一つとなっている。

## 主な類似番組
人気の高さから、全盛期を中心に他局でも類似企画が制作・放送された。
- 『ザ・しごき』（日本テレビ）

『ザ・ガマン』の女子大生版ともいえる番組。
痛さを耐える試練は少ないが、ビキニ姿の全身にブタの餌を塗りつけて大の字に張り付けられた出場者を、大量の子ブタが舐める「豚ナメナメしごき」など気持ち悪さ・気味悪さを耐えさせる試練が目立った。
- 『ザ・ショックきもだめし』（テレビ朝日）

男女混合チームによる対抗戦。タイトル通り、男女とも度胸試し的なゲームがほとんど。キネマ東京が制作。
- 『根性日本一』（テレビ東京）

1990年代前半に『日曜ビッグスペシャル』枠で放映。
『ザ・ガマン』の焼き直しの趣が強いが、精神力や耐久力に限定せず、早食い競争や米俵を曳く障害物競走など体力勝負の種目もあったことが特徴で、これらの1980年代の番組を再現した様な度胸試しや「我慢」の企画が後年のバラエティ番組で芸人が挑む様子が見られ、現在はリアクション芸やヨゴレなど、お笑い芸人の身体による芸となっている。
テレビアニメなどでもこの種の番組のパロディがある。

## その他のエピソード
東大生や慶大生の参加者が慢性的に不足しており、特に東大生の確保難は番組制作陣に常に悩みの種として付いて回った。東大キャンパスでも募集したものの、予選参加者が少なく、法政大学、明治大学の学生を東大枠に入れて、各大学ほぼ同数の参加者による予選としていた。そのため、収録に参加している“大学生”の素性についても様々な疑念が度々囁かれていた。とりわけ、1985年の放送では東大生をどうしても必要数確保できず、体裁を取り繕うために定員枠オーバーの状況にあった明大生や法大生の参加希望者の一部を“東大生”に仕立てて番組収録を行っていたというエピソードがある。いわゆるインチキ東大生と呼ばれる存在である。このインチキ東大生はディレクターから｢最初に脱落するように｣と指示を受けていたものの、｢そこまでインチキするのは男のプライドが許さない｣と辛抱してしまい、このインチキ東大生が東大チームとして勝ち残っていったという話もある。